# Ахтопол (връх)
 Тази статия е за връх в Антарктика.  За града вижте Ахтопол.  
Ахтопол (на английски: Ahtopol Peak) е покрит с лед връх с височина 510 m във Видинските възвишения на остров Ливингстън. Получава това име в чест на град Ахтопол през 2005 г.

## Описание
Върхът се намира на 1,28 km югоизточно от връх Мизия, 790 m западно от връх Самюъл, 6,58 km северно от връх Мелник и 4,2 km североизточно от хълм Лесли. Издига се над ледника Калиакра на югозапад и ледника Панега на североизток.

## Картографиране
Българска топографска карта на върха от 2005 и 2009 г.

## Карта
- L.L. Ivanov et al. Antarctica: Livingston Island, South Shetland Islands (from English Strait to Morton Strait, with illustrations and ice-cover distribution). Топографска карта в мащаб 1:100000. София: Antarctic Place-names Commission of Bulgaria, 2005.
- Л. Иванов. Антарктика: Остров Ливингстън и острови Гринуич, Робърт, Сноу и Смит[неработеща препратка]. Топографска карта в мащаб 1:120000. Троян: Фондация Манфред Вьорнер, 2009. ISBN 978-954-92032-4-0